# Magyar Nők Szentkorona Szövetsége
A Magyar Nők Szentkorona Szövetsége (néha tévesen: MANSz) 1926 és 1944 között működő hazafias, a határok revíziójáért és a női jogok kiterjesztéséért dolgozó egyesület volt, korának egyik legbefolyásosabb szociális-kulturális társadalmi szervezete. Alapítói és első, hosszú időn át tevékenykedő vezetői Apponyi Albertné és Andrássy Klára (herceg Odescalchi Károlyné) voltak. Bár a Szövetség az ezeréves jogfolytonosságon alapuló történelmi Magyarország eszményét képviselte, és támogatott politikai célja a legitimista kormányzás volt, tagjait minden társadalmi osztályból gyűjtötte, vezetői és támogatói között pedig sok zsidó származású is tevékenykedett. Szellemiségét az 1930-as évek közepétől a nácizmussal való erős szembenállás jellemezte. Tagjai sokat tettek továbbá a magyar–lengyel kapcsolatok fejlesztéséért, majd a 2. világháború éveiben közreműködtek a Magyarországra menekült lengyelek ellátásában.

## Alapítása
Az alapítás előzménye az Osztrák-Magyar Monarchia összeomlását követő alkotmányos válság, valamint a trianoni diktátum okozta országcsonkítás és gazdasági válság volt. Az alapítógyűlést 1926. január 20-án tartották, ahol közfelkiáltással, egyhangúan fogadták el az alapszabályzatot, és választották meg a vezetőséget. Az egyesület céljai:
- a Szent Korona történelmi jelentőségű állam- és nemzetfenntartó gondolatának ápolása (Szent Korona-tan, Werbőczy István Hármaskönyve)
- a magyar király iránti hűség terjesztése és fokozása (Habsburg–Lotaringiai-ház)
- a jogfolytonosság elvéhez és törvényes öröklési rendjéhez való ragaszkodás (Pragmatica sanctio, 1867-es kiegyezés)
- a nemzeti öntudat és hazafiság ápolása
- az emberbaráti szeretet gyakorlása (szociális munka)
- a társadalmi élet mélyítése (civil társadalom szervezése)

A Szövetség kezdetben a budapesti Mária utca 30. szám alatt működött.

## Szervezete
1926-ban:
- Elnök: Apponyi Albertné
- Alelnök: Istvánffy Gyuláné (Istvánffy Gyula etnográfus özvegye)
- Ügyvezető elnök: Andrássy Klára
- Főtitkár: Taszler Béla

Az alapításkor ott voltak: Apponyi Mária (Apponyi Albert lánya), Bársony Jánosné (Bársony János orvos felesége), Bokor Malvin író, Hadik-Barkóczy Ilona (a szabadelvű Hadik-Barkóczy család tagja, tánciskolavezető), Halász Béláné, Keresztes Artúrné, Konek Emilné, Krén Margit tanítónő, Molnár Viktorné, Nyegre Lászlóné, Pécsi Erzsi színész, Prónay Pálné (Prónay Pál felesége), Reiner Irma (közíró, valószínűleg a vészkorszak áldozata lett), Steffanits Istvánné, Szentkereszthy Pálné, Szomjas Lajosné, Teleki Sándorné, Vészi Józsefné Miklóssy Ilona, Zsilinszky Mihályné és mások.
A Szövetség városi, községi, valamint fővárosi kerületi szinten szerveződött. 1926. májusára már országos jellegűvé vált, de Esztergomban például csak 1928-ban alakult meg a helyi szervezete.
Működése a Nemzeti Összetartás Társaskör keretében zajlott. Társszervezete a Magyar Férfiak Szentkorona Szövetsége volt Apponyi Albert, BeöthyLászló, Csekonics Iván, Ugron Gábor és Zichy János és mások vezetésével.

## Története
A Szövetség teadélutánok, jótékonysági koncertek, filmvetítések, történelmi és politikai előadások szervezésével indult, elősegítve új tagok érkezését és az ismerkedést. Andrássy Klára egy 1926. márciusi előadáson a pártokon felüliségről, valamint a magyar nők Trianon utáni szerepéről beszélt, erről cikket is írt. Őt követően Friedrich István a választott király alkotmányos szerepét, a magyar férfiak opportunizmusát és IV. Károly sikertelen budaörsi puccskisérletét bírálta. Az előadáson az is elhangzott, hogy a kiskorú II. Ottót akarják királynak, és nem fogadják el a IV. Károly Ő Felsége uralkodói jogainak és a Habsburg Ház trónörökösödésének megszüntetéséről szóló 1921. évi XLVII. törvénycikk rendelkezéseit, mert
- a törvényhozás megítélésük szerint túlment az alkotmányosság helyreállításáról és az állami főhatalom gyakorlásának ideiglenes rendezéséről szóló 1920: I. tc.-ben megszabott hatáskörén, továbbá
- az országgyűlés idegen hatalmaknak engedelmeskedve alkotta azt meg, amikor nem volt szuverén.[4]

A Szövetséget már ekkor támadások érték liberalizmusa (politikai, faji, vallási diszkriminációmentesség, zsidók emancipációja) miatt.
A Szövetség helyi szervei nagyfokú autonómiával rendelkeztek. Tevékenysége később bővült. Időről-időre pénzgyűjtést szervezett szegényeknek, egyetemi hallgatóknak, karácsonyi jótékonykodásra, gyermekek nyári üdültetésére. Rendszeresen megemlékeztek Zita királyné névnapjáról és II. Ottó születésnapjáról. A belgiumi száműzetésben élő Ottó 16. születésnapját, mely nagykorúságát jelentette, 1928—ban nagyszabású ünneppel köszöntötték a régi országházban.
Az évek során olyan neves személyek tartottak előadásokat a Szövetség szerdai találkozóin, mint Apponyi Albert, Gratz Gusztáv, Kodolányi János, Pethő Sándor, Prohászka Ottokár, Reiner János, Slachta Margit. Bár politikával közvetlenül nem foglalkoztak, kapcsolatot tartottak legitimista pártokkal (Keresztény Ellenzék Párt, Nemzeti Néppárt), és hasonló társadalmi szervezetekkel (Magyar Cserkészszövetség, Szent István Bajtársi Szövetség (egyetemi hallgatók), Magyar Zsidó Nők Egyesülete, Szociális Testvérek Társasága, Magyar–Lengyel Menekültügyi Bizottság).
Az 1930-as évek közepétől a Szövetség vesztett erejéből és népszerűségéből, párhuzamosan a szélsőges, nyilas nézetek erősödésével, és a legitimista pártok gyenge szereplésével az 1931-es, 1935-ös választásokon. Andrássy Klára 1936-ban elhagyta az országot hosszú időre, hogy súlyosan beteg, kommunista testvérét, Károlyi Mihálynét ápolja Párizsban, majd 1937-ben lemondott a Szövetség elnöki tisztségéről. Úgy gondolta, hogy a szociális népkirályság eszméje Magyarországon megbukott.
A belügyminiszter számos angolbarát, szociális, zsidó és politikai szervezettel együtt 1944. júliusában feloszlatta. Sándorfalvai helyi szervezetét 1946-ban oszlatták fel.
A Szövetség működése és a legitimizmus volt a tárgya Baranyay Jusztin tanúvallomásának az 1949-es Mindszenty József hercegprímás koncepciós perében. Baranyay elmondta, hogy a valamikori Magyar Szentkorona Szövetség két ágra bomlott (férfi és női ág), majd később újra egyesült, de a Szövetség feloszlatásáról rendelkező 1949-es BM rendelet az utóbbit nem támasztja alá.
A Szövetség egykori tagjait, felhasználva fennmaradt tagnyilvántartását, 1951-ben kitelepítették, hasonlóan a Gyáriparosok Országos Szövetsége (GYOSz), a Magyar Atlétikai Club (MAC) és a tiszti kaszinók tagjaihoz.
A rendszerváltáskor alakult Szent Korona Társaság elhatárolódott a Szövetségtől azon az alapon, hogy ő nemcsak a társadalmi elitet, de a tudományos elitet is képviseli.